# セント・ジョゼフ教区 (ドミニカ国)
セント・ジョゼフ教区（英語: Saint Joseph Parish）は、ドミニカ国の行政教区。島の中西部に位置し、北から時計回りにセント・アンドリュー教区、セント・デイヴィッド教区、セント・ポール教区、セント・ピーター教区と接する。面積は121.2平方キロメートル、人口は5,434人（2011年国勢調査）。
他の教区と同じくほとんどの集落は沿岸部にあるが、内陸部にベルズという村が存在する。ベルズは東海岸のマリゴ（セント・アンドリュー教区）とポン・カス（セント・ポール教区）を結ぶ道路沿いに位置しており、セント・ジョゼフ教区の沿岸部からは直接アクセスすることが出来ない。そのベルズ周辺を水源とし、沿岸部のラヨー付近を河口とするラヨー川は国内最長の河川とされる。

## 主要都市
セント・ジョゼフ村にセント・ジョゼフ教会が所在しているが、教区の行政中心地は存在しない。
- ベルズ（英語版） (Belles)
- コリビストリ（英語版） (Coulibistrie)
- ラヨー（英語版） (Layou)
- モルヌ・ラチェット（英語版） (Morne Rachette)
- メロ（英語版） (Mero)
- セント・ジョゼフ (Saint Joseph)
- ソールズベリー（英語版） (Salisbury) - 別名（クレオール語）はバーウィー (Barroui, Bawi)